# Saint-Martial-d’Albarède
Saint-Martial-d’Albarède település Franciaországban, Dordogne megyében. Lakosainak száma 485 fő (2022. január 1.). Saint-Martial-d’Albarède Clermont-d’Excideuil, Excideuil, Saint-Raphaël, Tourtoirac, Saint-Pantaly-d’Excideuil és Saint-Germain-des-Prés községekkel határos.

## Népesség
A település népessége az elmúlt években az alábbi módon változott:
| Lakosok száma | 420  | 377  | 394  | 448  | 485  | 475  | 464  | 474  | 479  | 485  |
|               | 1968 | 1982 | 1990 | 2006 | 2013 | 2015 | 2017 | 2019 | 2020 | 2022 |